# Yvonne Brill

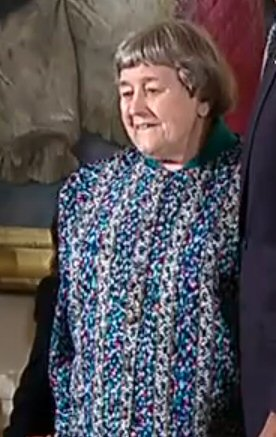
Yvonne Brill podczas ceremonii wręczenia jej National Medal of Technology przez Barack Obama w 2011 roku

Yvonne Brill (1924–2013) – kanadyjska i amerykańska chemiczka, astrofizyczka i inżynier, wynalazczyni silnika elektrotermicznego napędzanego hydrazyną wykorzystywanego w technologii rakietowej m.in. jako silnik manewrowy satelitów. 
W wieku 20. lat wstąpiła na Manitoba University, gdzie zdobyła licencjat z matematyki i chemii. Wkrótce potem przeniosła się do Los Angeles, gdzie zatrudniła się w Douglas Aircraft Company na stanowisku matematyka przy projekcie budowy pierwszego amerykańskiego sztucznego satelity, była jedyną kobietą pracującą w branży rakietowej w Stanach Zjednoczonych. Jednocześnie uczyła się do egzaminu magisterskiego na wydziale chemii University of Southern California. Po zdaniu egzaminów przez pewien czas pracowała jako inżynier chemik w Południowej Kalifornii, następnie przeniosła się na Wschodnie Wybrzeże. 
W pracy inżyniera zajmowała się kwestiami wydajności silników turboodrzutowych i uwarunkowaniami chemicznymi ich pracy. W wolnych chwilach studiowała także kwestie manewrowania satelitą po umieszczeniu go na orbicie. Owocem jej prywatnego projektu jest silnik elektrotermiczny napędzany hydrazyną, tzw. Resistojet. Następnie pracowała m.in. przy projektowaniu rakiet Nova tworzonych w ramach Programu Apollo. Była również członkinią zespołów pracujących nad pierwszymi amerykańskim satelitą meteorologicznym, pierwszym satelitą umieszczonym w stratosferze, silnikiem napędzającym wahadłowce kosmiczne oraz sondę Mars Observer.
Za swoje osiągnięcia na polu inżynierii kosmicznej została odznaczona m.in. medalem Resnik Challenger Medal oraz nagrodą Wylde Propulsion Award przyznawaną przez American Institute of Aeronautics and Astronautics. Z rąk prezydenta Baracka Obamy otrzymała w 2011 roku National Medal of Technology.